# Bekir Aydın
Bekir Aydın es un deportista turco que compitió en taekwondo. Ganó una medalla en el Campeonato Mundial de Taekwondo de 2001 y tres medallas en el Campeonato Europeo de Taekwondo entre los años 1998 y 2002.

## Palmarés internacional
| Campeonato Mundial | Campeonato Mundial       | Campeonato Mundial | Campeonato Mundial |
| Año                | Lugar                    | Medalla            | Categoría          |
| ------------------ | ------------------------ | ------------------ | ------------------ |
| 2001               | Jeju (Corea del Sur)     | Medalla de bronce  | –78 kg             |
| Campeonato Europeo |                          |                    |                    |
| Año                | Lugar                    | Medalla            | Categoría          |
| 1998               | Eindhoven (Países Bajos) | Medalla de bronce  | –78 kg             |
| 2000               | Patras (Grecia)          | Medalla de oro     | –78 kg             |
| 2002               | Samsun (Turquía)         | Medalla de oro     | –78 kg             |